# Divadlo Na korze
Divadlo Na korze bylo bratislavské divadlo založené v roce 1968, které zaniklo po krátkém působení v roce 1971.
K jeho odkazu se dnes svým názvem hlásí slovenské Divadlo Astorka Korzo '90.

## Historie
Divadlo vzniklo v uvolněné atmosféře 60. let, kdy vznikla celá řada malých divadel, jako například česká divadla Semafor, Studio Ypsilon nebo slovenské Radošinské naivné divadlo.
V divadle působila zde celá řada významných slovenských divadelníků, např. herci Stano Dančiak, Peter Debnár, Zita Furková, Ľubo Gregor, Martin Huba, Milan Kňažko, Zuzana Kocúriková, Zora Kolínska, Juraj Kukura, Marián Labuda, Milan Lasica, Pavol Mikulík, Július Satinský nebo Magda Vášáryová.
Po okupaci Československa a nástupu normalizace však úřady kladly divadlu administrativní překážky, až bylo v roce 1971 pod záminkou špatné ventilace uzavřeno.